# Studenckie Koło Przewodników Górskich w Gliwicach
Studenckie Koło Przewodników Górskich Harnasie w Gliwicach zostało założone w 1967 r. przez doświadczonych turystów górskich, skupionych pierwotnie w Akademickim Klubie Turystycznym "Watra". Zrzeszało początkowo studentów (a z czasem również i absolwentów) Politechniki Śląskiej w Gliwicach, którzy w wyniku zdania egzaminu przed wewnętrzną komisją kołową uzyskali uprawnienia "studenckiego przewodnika beskidzkiego". Działało jako specyficzny klub w ramach Komisji Sportu i Turystyki Rady Uczelnianej ZSP (następnie SZSP) przy Politechnice Śląskiej w Gliwicach, pełniąc równocześnie funkcję Komisji Turystyki Górskiej Oddziału Uczelnianego PTTK w Gliwicach.
Obecnie działa jako stowarzyszenie. Skupia przewodników beskidzkich, tatrzańskich i sudeckich. Organizuje rajdy górskie i obozy wędrowne. Do listopada 2011 roku koło opiekowało się chatką studencką Pod Solniskiem w Lachowicach. Wydaje nieregularny periodyk informacyjno-szkoleniowy o nazwie "Harnaś" oraz miesięcznik "Mammuthus Montanus".
Organizuje i prowadzi szkolenia w celu uzyskania uprawnień przewodnika górskiego beskidzkiego.